# Équipe de Belgique de football en 1923
Maillots
Chronologie
Saison précédente Saison suivante
L'équipe de Belgique de football connaît un grand succès en 1923 puisqu'elle parvient à tenir en échec (2-2), la sélection professionnelle anglaise. Sur l'ensemble de la saison, le niveau de jeu affiché par les Belges fut bon, les internationaux gagnant 3 de leurs 6 matchs et ne s'inclinant qu'une seule fois - bien que lourdement.

## Résumé de la saison

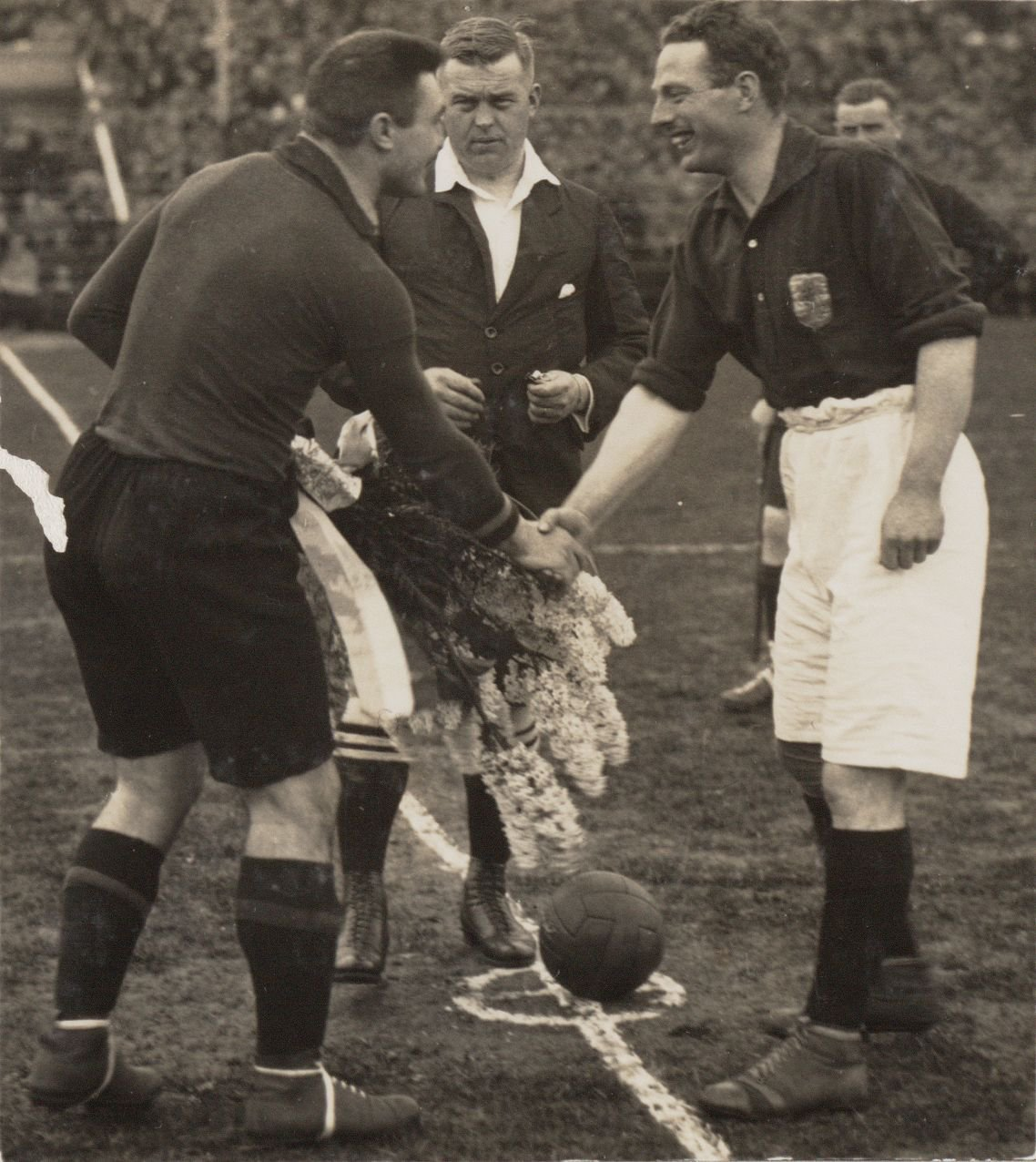
La poignée de mains entre les deux capitaines, Armand Swartenbroeks et Eb van der Kluft, sous les yeux de l'arbitre suédois, le 29 avril 1923 à Amsterdam.

L'année débute de la meilleure des manières pour la sélection belge de football avec deux victoires de rang.
Le 4 février 1923, les Diables Rouges reçoivent l'Espagne au Stade olympique d'Anvers, là-même où ils s'étaient imposés contre la Roja lors des Jeux olympiques. Le lieu s'avère être d'inspiration positive puisqu'ils s'imposent de nouveau (1-0) sur un pénalty de Robert Coppée.
Ensuite, à l'occasion du match traditionnel et non-officiel pour mardi gras, les Belges l'emportent (5-3) face à la sélection officieuse hollandaise des Zwaluwen (nl) sur La Butte à Forest.
La visite de la France au Parc Duden, le 25 février, donne l'occasion à la Belgique d'infliger une nouvelle correction (4-1) aux Bleus avec des doublés de Maurice Gillis et Henri Larnoe,.
En mars, la première visite aux professionnels anglais à Highbury se termine mal (6-1). Pourtant, après une ouverture du score très rapide, les Diables Rouges étaient parvenus à égaliser au quart d'heure et à limiter la casse en rentrant aux vestiaires, menés d'un seul petit but (2-1). Ils s'écroulent en deuxième période, encaissant quatre buts en quinze minutes. Huit mois plus tard, il en serait tout à fait autrement à l'occasion de l'inauguration du Bosuil, le tout nouveau stade du Great Old.
Le 29 avril, la confrontation annuelle entre les plats pays se limite exceptionnellement à cette seule rencontre en terre néerlandaise, à Amsterdam, qui s'achève sur un partage (1-1).
Une semaine plus tard, le 5 mai, les amateurs anglais viennent rendre leur ultime visite à la Belgique et repartent vaincus (3-0), encombrés de trois buts dans leurs valises et, surtout, sans avoir été en mesure d'en marquer un seul, événement unique sur l'ensemble des faces à faces entre les deux adversaires. Ceci présageait déjà de ce qui allait suivre six mois plus tard à Anvers. Anecdote amusante lors de cette rencontre, l'arbitre néerlandais Johannes Mutters avait oublié de régler sa montre au coup d'envoi de la rencontre, il demanda alors discrètement à ses juges de lignes combien de temps de jeu était déjà écoulé mais ceux-ci ne purent lui répondre ; il se mit alors, après environ quarante minutes, à observer attentivement le public ainsi que les observateurs et lorsque l'un des deux entraîneurs se leva de son siège, il estima qu'il était temps de siffler la mi-temps.
À la Toussaint, le 1er novembre, ce sont cette fois les professionnels d'outre-Manche qui viennent étrenner les nouvelles installations de l'Antwerp, peuplées de 40 000 spectateurs. L'on avait encore jamais casé autant de monde dans un stade en Belgique et les supporters belges n'allaient pas s'être déplacés pour rien. En effet, pour la première fois de son histoire, l'invicible Albion allait concéder un nul (2-2) sur le continent,. Les Diables Rouges signaient ainsi un nouvel exploit de taille, bien plus retentissant dans le reste du monde que la médaille d'or de 1920, et ce en grande partie grâce à leur portier, Jean De Bie, qui joua le match de sa vie ce jour-là.

## Les matchs
| Match amical                                                    | Belgique          | 1 - 0   | Espagne | Stade olympique Anvers, Belgique                  |                                                   |
| 4 février 1923 · 14:30 heure locale · Historique des rencontres | Coppée 60e (pen.) | (0 – 0) |         | Spectateurs : 30 000 Arbitrage : Johannes Mutters | Spectateurs : 30 000 Arbitrage : Johannes Mutters |
| 4 février 1923 · 14:30 heure locale · Historique des rencontres | Rapport           |         |         | Spectateurs : 30 000 Arbitrage : Johannes Mutters | Spectateurs : 30 000 Arbitrage : Johannes Mutters |

| Match amical                                                     | Belgique                        | 4 - 1   | France       | Stade du Parc Duden Forest, Belgique          |                                               |
| 25 février 1923 · 15:00 heure locale · Historique des rencontres | Gillis 28e 77e · Larnoe 36e 61e | (2 – 0) | Isbecque 57e | Spectateurs : 27 000 Arbitrage : Claud Newman | Spectateurs : 27 000 Arbitrage : Claud Newman |
| 25 février 1923 · 15:00 heure locale · Historique des rencontres | Rapport                         |         |              | Spectateurs : 27 000 Arbitrage : Claud Newman | Spectateurs : 27 000 Arbitrage : Claud Newman |

| Match amical                                                  | Angleterre                                                                        | 6 - 1   | Belgique     | Arsenal Stadium Londres, Angleterre               |                                                   |
| 19 mars 1923 · 15:15 heure locale · Historique des rencontres | Hegan 10e 35e · Chambers 55e · Mercer (en) 59e · Seed (en) 60e · Bullock (en) 70e | (2 – 1) | Vlamynck 16e | Spectateurs : 14 052 Arbitrage : Noel Watson (en) | Spectateurs : 14 052 Arbitrage : Noel Watson (en) |
| 19 mars 1923 · 15:15 heure locale · Historique des rencontres | Rapport                                                                           |         |              | Spectateurs : 14 052 Arbitrage : Noel Watson (en) | Spectateurs : 14 052 Arbitrage : Noel Watson (en) |

| Match amical Rotterdamsch Nieuwsblad Beker                     | Pays-Bas         | 1 - 1   | Belgique  | Het Nederlandsch Sportpark (nl) Amsterdam, Pays-Bas |                                                    |
| 29 avril 1923 · 14:30 heure locale · Historique des rencontres | Heijnen (nl) 68e | (0 – 1) | Thijs 34e | Spectateurs : 30 000 Arbitrage : Ernst Albihn (en)  | Spectateurs : 30 000 Arbitrage : Ernst Albihn (en) |
| 29 avril 1923 · 14:30 heure locale · Historique des rencontres | Rapport          |         |           | Spectateurs : 30 000 Arbitrage : Ernst Albihn (en)  | Spectateurs : 30 000 Arbitrage : Ernst Albihn (en) |

| Match amical                                                | Belgique                            | 3 - 0   | Angleterre amateur | Stade du Daring Molenbeek-Saint-Jean, Belgique    |                                                   |
| 5 mai 1923 · 17:00 heure locale · Historique des rencontres | Larnoe 26e · Thijs 66e · Gillis 67e | (1 – 0) |                    | Spectateurs : 20 000 Arbitrage : Johannes Mutters | Spectateurs : 20 000 Arbitrage : Johannes Mutters |
| 5 mai 1923 · 17:00 heure locale · Historique des rencontres | Rapport                             |         |                    | Spectateurs : 20 000 Arbitrage : Johannes Mutters | Spectateurs : 20 000 Arbitrage : Johannes Mutters |

| Match amical                                                       | Belgique                            | 2 - 2   | Angleterre                   | Bosuilstadion Deurne, Belgique                    |                                                   |
| 1er novembre 1923 · 14:30 heure locale · Historique des rencontres | Larnoe 7e · Schelstraete 75e (pen.) | (1 – 1) | Brown 32e · Roberts (en) 80e | Spectateurs : 40 000 Arbitrage : Johannes Mutters | Spectateurs : 40 000 Arbitrage : Johannes Mutters |
| 1er novembre 1923 · 14:30 heure locale · Historique des rencontres | Rapport                             |         |                              | Spectateurs : 40 000 Arbitrage : Johannes Mutters | Spectateurs : 40 000 Arbitrage : Johannes Mutters |

Note : Ce match amical fut organisé à l'occasion de l'inauguration du nouveau stade du Great Old, le Bosuilstadion.

## Les joueurs
| Joueurs              | Joueurs                  | Amical | Amical | Amical | Amical | Amical | Amical |
| -------------------- | ------------------------ | ------ | ------ | ------ | ------ | ------ | ------ |
| Gardiens de but      |                          |        |        |        |        |        |        |
| Jean De Bie          | Racing Club de Bruxelles | 90     | 90     | 90     | 90     | 90     | 90     |
| Défenseurs           |                          |        |        |        |        |        |        |
| Armand Swartenbroeks | Daring Club de Bruxelles | 90     | 90     | 90     | 90     | 90     | 90     |
| Oscar Verbeeck       | Union Saint-Gilloise     | 90     | 90     | 90     | 90     | 90     | 90     |
| Georges Verlinde     | Daring Club de Bruxelles |        | 90,    |        |        |        |        |
| Édouard Morlet       | Daring Club de Bruxelles |        |        |        | 90     |        |        |
| Milieux              |                          |        |        |        |        |        |        |
| André Fierens        | Beerschot AC             | 90     |        | 90     | 90     | 90     | 90     |
| Florimond Vanhalme   | CS Brugeois              | 90     | 90     | 90     |        | 90     | 90     |
| Achille Schelstraete | CS Brugeois              | 90     | 90     | 90     |        | 90     | 90     |
| Louis Bessems        | Daring Club de Bruxelles | 90     | 90     | 90     | 90     | 90     |        |
| Joseph Musch         | Union Saint-Gilloise     |        | 90     |        |        |        |        |
| Jacques Van De Velde | TSV Lyra                 |        |        |        | 90     |        |        |
| Hector Goetinck      | RFC Brugeois             |        |        |        |        |        | 90     |
| Attaquants           |                          |        |        |        |        |        |        |
| Robert Coppée        | Union Saint-Gilloise     | 90     |        |        |        |        |        |
| Henri Larnoe         | Beerschot AC             | 90     | 90     | 90     | 90     | 90     | 90     |
| Maurice Gillis       | Standard de Liège        | 90     | 90     | 90     | 90     | 90     | 90     |
| Désiré Bastin        | Royal Antwerp FC         | 90     | 90     | 90     | 90     | 90     | 90     |
| Honoré Vlamynck      | Daring Club de Bruxelles |        |        | 90     |        |        |        |
| Ivan Thijs           | Beerschot AC             |        |        |        | 90     | 90     | 90     |

1. 1 2 3  Première sélection officielle pour le joueur.
2. 1 2 3 4 5  Dernière sélection officielle pour le joueur.
3. 1 2  Premier but officiel pour le joueur.

## Sources